# Anopheles elegans
Anopheles elegans är en tvåvingeart som först beskrevs av James 1903.  Anopheles elegans ingår i släktet Anopheles och familjen stickmyggor. Inga underarter finns listade i Catalogue of Life.